# Гильдуин (епископ Вердена)
Гильдуин (Хильди; лат. Hilduinus, фр. Hilduin, нем. Hildi; вторая половина VIII века — 13 января 847, Верден) — епископ Вердена (823/825—847), один из наиболее просвещённых прелатов своего времени.

## Биография
В «Деяниях епископов Вердена» сообщается, что Гильдуин родился во второй половине VIII века в одной из германских областей Франкского государства. Каких-либо других сведений о происхождении и ранних годах Гильдуина в исторических источниках не сохранилось.
По свидетельству хрониста Гуго из Флавиньи, Гильдуин взошёл на епископскую кафедру Вердена в 827 или 828 году. Однако, скорее всего, Гильдуин стал епископом вскоре после того, как в 822 году скончался его предшественник Гериланд. Возможно, это произошло в 823 или 825 году. Предполагается, что ещё до получения сана Гильдуин был одним из приближённых императора Людовика I Благочестивого. Инициаторами его избрания епископом были клир и жители города Вердена, которым Гильдуин был известен как благочестивый и мудрый человек. Эта просьба была удовлетворена императором, хотя он и желал, чтобы Гильдуин остался в числе его придворных. Церемонию интронизации нового верденского епископа провёл его митрополит, архиепископ Трира Хетти, совместно с епископами Дрого Мецским и Фротарием Тульским.
Первое упоминание о Гильдуине в современных ему источниках датируется июнем 829 года, когда он сопровождал трирского архиепископа Хетти на собор в Майнце. Здесь же епископ Вердена вместе с некоторыми другими прелатами подписал дарственную хартию епископа Ле-Мана Альдрика аббатству Святого Ремигия в Реймсе. Возможно, в следующем году он присутствовал на церковном соборе в Ахене. Также Гильдуин участвовал в церковном соборе в Тьонвиле 2 февраля 835 года (на нём Людовик I Благочестивый был восстановлен на престоле, а один из его главных недоброжелателей, архиепископ Реймса Эббон, лишён сана) и в синоде в Кьерзи 6 сентября 838 года.
Наряду с Дрого Мецским, Гильдуин Верденский был одним из наиболее верных Людовику I Благочестивому прелатов во время смуты во Франкском государстве 830—834 годов. В 835 году император посылал епископа Вердена к своему сыну Лотарю I, чтобы пригласить того в Ахен. Когда же Лотарь отверг предложение отца, Людовик Благочестивый в 836 году включил Гильдуина в состав нового посольства к сыну. Современник этих событий Лиудольф в «Житии святого Севера, епископа Равенны» писал, что послы — Гильдуин, архиепископ Майнца Отгар, аббат Прюма Марквард и графы Варин и Адальгиз — прибыли в Павию и добились «возобновления мира и дружбы» между франкскими правителями.
После смерти в 840 году Людовика I Благочестивого Гильдуин стал противником Лотаря I, поддержав притязания Карла II Лысого на власть над западными землями Франкского государства. Вероятно, при посредничестве Гильдуина в конце апреля 842 года в Вердене состоялась встреча Карла Лысого и Людовика II Немецкого, на котором братья согласовали совместные действия против Лотаря I. Несмотря на это, по условиям Верденского договора 843 года территория епархии Гильдуина была включена в Средне-Франкское королевство Лотаря.
В последние годы своей жизни епископ Гильдуин претерпел много притеснений от императора Лотаря I за свои симпатии к Карлу II Лысому. Лотарь даже намеревался лишить Гильдуина его кафедры, назначив новым верденским епископом своего приближённого Адалельма. Однако он не смог этого сделать, так как Гильдуин заручился поддержкой папы римского. Императору пришлось ограничиться реквизицией некоторых владений, принадлежавших Верденской епархии. В том числе, Лотарь отнял у Гильдуина контроль над аббатством Толай, о чём епископ сообщил папе в послании, известном под названием «Письмо-жалоба» (лат. Scripta lamentatio). О конфликте между епископом Вердена и императором в Риме вспоминали ещё и после смерти Гильдуина, о чём свидетельствует письмо папы Николая I, в котором понтифик осуждал притязания Адалельма.
Автор «Деяний епископов Вердена» высоко оценивал деятельность Гильдуина, указывая на его мудрое управление вверенной ему паствой и неустанную борьбу со злоупотреблениями светских лиц, посягавших на имущество и доходы Верденской епархии. Аскет по натуре, Гильдуин бо́льшую часть полагавшихся на его содержание средств направлял на нужды своей епархии. При нём были восстановлены многие ранее пришедшие в запустение церкви (в том числе, и кафедральный собор), и построено несколько новых храмов. Следуя решениям, принятым на Ахенских соборах 816—819 годов, Гильдуин всячески содействовал введению бенедиктинского устава в подчинённых ему монастырях (в том числе, в монастыре Святого Маврикия в Толае, где он был настоятелем).
Гильдуин скончался 13 января 847 года, и был похоронен в верденской церкви Святого Ванна. В «Деяниях епископов Вердена» сообщается, что все клирики и жители города глубоко скорбели о смерти столь выдающегося прелата, управлявшего епархией в течение двадцати четырёх лет. Преемником Гильдуина на епископской кафедре был Гаттон.